# Ньирамутузо, Дафроз
Дафроз Ньирамутузо (руанда Daphrose Nyiramutuzo; род. 1 сентября 1972) — руандийская легкоатлетка, выступавшая в беге на средние дистанции. Участница летних Олимпийских игр 1988 года.

## Биография
Дафроз Ньирамутузо родилась 1 сентября 1972 года.
В 1987 году завоевала две медали Игр Центральной Африки в Браззавиле: золотую в беге на 3000 метров (10 минут 8,9 секунды) и серебряную в беге на 1500 метров (4.38,5).
В 1988 году вошла в состав сборной Руанды на летних Олимпийских играх в Сеуле. В беге на 1500 метров заняла в полуфинале 13-е место с результатом 4.32,31, уступив 25,09 секунды попавшей в финал с 4-го места Ким Галлахер из США. В беге на 3000 метров заняла в полуфинале 15-е место с результатом 9.47,98, уступив 9,61 секунды попавшей в финал с 9-го места Корнелии Бюрки из Швейцарии.

## Личные рекорды
- Бег на 1500 метров — 4.24,0 (1988)[4]
- Бег на 3000 метров — 9.41,5 (1988)[4]